# Aquilegia grata
Aquilegia grata és una espècie fanerògama que pertany a la família de les ranunculàcies.

## Descripció

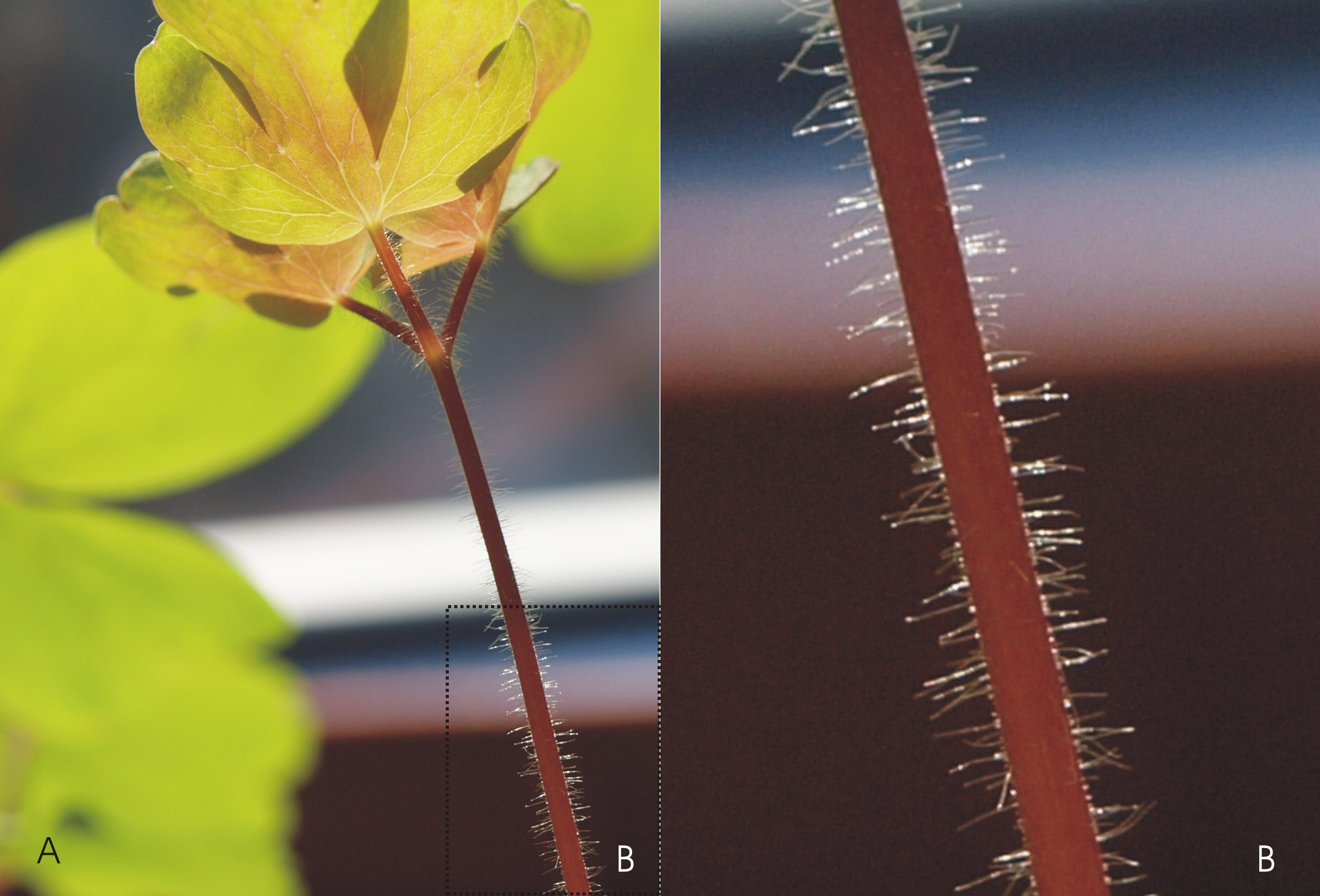
Pecíol amb pèls glandulars

És una planta herbàcia perenne que pot créixer fins a fer 15 a 30, rarament fins a 45 centímetres amb branques i tiges primes peludes. La tija vertical que creix des del centre de la roseta de fulles soltes és pelut, enganxós, esponjós (tricoma). Un tret característic és el pèl a les fulles i tiges de la planta. Tant l'anvers com el revers de les fulles són de pèl fi. Les fulles són pinnades i peludes a banda i banda. Les fulles basals es divideixen en uns llargs pecíols i tija de la fulla. La làmina de la fulla, de fins a 10 centímetres de llarg, de les fulles basals és el doble de tres parts, i igual que la tija, les fulles són glandulars, verdes a la part superior i platejades a la part inferior. Les fulles superiors de la tija són trifoliades amb seccions més lineals, també són densament glandulars.
El període de floració s'estén de maig a juny. Les inflorescències en forma de raïm tenen de tres a cinc, ocasionalment més flors en llargues tiges de flors. Les flors en forma de campana inicialment recolzades, després dretes, les esperons, són radialment simètriques i amb cinc pètals amb un diàmetre de 3 a 5 centímetres. Els periants són de color blau clar a violeta clar i es tornen vermelloses (vermell-violeta) quan es marceixen. Els cinc pètals, que són com pètals, mesuren fins a 3 centímetres de llarg i 1,1 centímetres d'ample. Les fulles nectarianes tenen fins a 3 centímetres de llarg; l'esperó és recte o lleugerament corbat en una longitud de 1,4 a 2 centímetres, al final engrossit com un cap i de color fosc i significativament més llarg que les fulles dels nectaris. Els nombrosos estams són llargs i s'estenen 5 mil·límetres més enllà de les fulles dels nectaris.
Les flors també poden ser de color vermellós, morat o vermell. El color dels pètals també pot anar del blau vermell-violeta al blanc a l'extrem inferior. La primera variant és comuna a Orjen (Montenegro), l'última en l'àrea de distribució predominant (Bòsnia oriental, Sèrbia occidental, Montenegro nord-occidental). Els estams d'Aquilegia grata sobresurten clarament per sobre dels pètals.
Dels cinc a deu fol·licles glandulars per flor contenen moltes llavors. Les llavors són fosques i brillants.

### Nombre de cromosomes
La diploïdia està present a Aquilegia grata i té un nombre de cromosomes de 2n = 14.

## Distribució
És nativa de Sèrbia, Montenegro i Bòsnia; encara que actualment només s'ha detectat des de la muntanya Orjen a Montenegro. Está protegida como especie rara en su país de origen.

## Taxonomia
Aquilegia grata, va ser descrita per Maly ex-Zimmeter i publicat a Verwandtsch. -Verh. Aquilegia 46, a l'any 1875.
Etimologia
Aquilegia : nom genèric que deriva del llatí aquila = "àguila", en referència a la forma dels pètals de la qual se'n diu que és com l'urpa d'una àguila.
grata: epítet llatí que significa "agradable".